# Неофашизм
Неофаши́зм — поняття, яке об'єднує деякі сучасні праворадикальні рухи, що є ідейними і політичними правонаступниками розпущених після Другої світової війни фашистських організацій. Неофашисти виявляють схильність до політичного екстремізму, використовують терористичні види діяльності.

## Відмінні риси
Дискредитація історичного фашизму нерідко спонукає неофашистів відмежовуватися від попередників. За влучним прогнозом сенатора Г'юї Лонга «Фашисти майбутнього будуть називати себе антифашистами». Проте риси подібності з формами фашизму, сформованими між двома світовими війнами, проявляються постійно. Умберто Еко в есе «Вічний фашизм» визначив 14 ознак фашизму:
1. Культ традиції.
2. Неприйняття модернізму.
3. Ірраціоналізм і підозрілість стосовно інтелектуального світу.
4. Незгода є зрадою.
5. Расизм.
6. Фашизм народжується з індивідуальної чи соціальної фрустрації.
7. Перейнятість ідеєю змови.
8. Вороги змальовуються, як занадто сильні і занадто слабкі одночасно.
9. Життя є станом постійної боротьби.
10. Плебейство на основі єдиної правлячої партії.
11. Культ геройства заради смерті.
12. Культ мачизму.
13. Культ вождизму на тлі безправ'я особи.
14. Примітивні гасла пропаганди з підміною понять для формування суспільної думки.
15. Шовінізм.

Радянська пропаганда вважала найважливішими відмінними рисами неофашистських структур — крайній націоналізм і шовінізм, правий популізм, орієнтація на корпоративні моделі суспільного устрою, антикомунізм, критика з ультраправих позицій парламентаризму і фінансового капіталу, застосування насильницьких, терористичних методів політичної боротьби.
У соціально-філософському плані неофашизм ворожий гуманізму, культивує ірраціоналізм, проповідує культ сили як універсальний метод вирішення суспільних проблем. Політична агітація ведеться в демонстративно агресивній, енергійній і наступальній манері. Часто використовується символіка та атрибутика історичного фашизму (чорний колір, фасції, модифіковані свастики та ін.) Важливе місце в неофашистській пропаганді займає популістська соціальна риторика, звернена до представників дрібного бізнесу, люмпен-верств, носіїв молодіжних субкультур. Для неофашизму характерні тісні зв'язки з криміналітетом. Соціальні концепції витримуються в руслі праворадикального солідаризму, що відповідає інтересам міжнародної оргзлочинності.
Стрижнем неофашистської ідеології є расизм як невід'ємна складова фашизму, яка модифікувала гітлерівський расизм з його тезою про перевагу власної нації над іншими народами.

## Історія
Неофашизм як політична течія виник у 60-х роках XX ст.; тоді ж сформувались його ідеологія та організаційні структури.
З 70-х років ці організації проводять загальні зльоти.
80—90-ті роки позначені активними спробами неофашистів координувати свої дії в міжнародному масштабі.
Неофашистські організації діють в усіх країнах Європи, Америки, більшості країн Азії, в Австралії та країнах Африки.
З точки зору радянської пропаганди резиденція світового координаційного неофашистського центру — Всесвітнього союзу нацистів — знаходиться у США.
Після розпаду СРСР унаслідок реваншистських тенденцій у Російській Федерації неофашизм став основою державної політики. Викривлення реальності російською пропагандою, яка називає себе антифашистською, сама будучи фашистською за природою, Тімоті Снайдер називає «шизофашизмом».